# Сант'Амброђо (Модена)
Сант'Амброђо је насеље у Италији у округу Модена, региону Емилија-Ромања.
Према процени из 2011. у насељу је живело 107 становника. Насеље се налази на надморској висини од 32 м.